# Fatma Sultan (figlia di Murad V)
Fatma Sultan (turco ottomano: فاطمه سلطان, lett. "colei che si astiene"; Istanbul, 19 giugno 1879 – Sofia, 20 novembre 1932) è stata una principessa ottomana, figlia del sultano Murad V e della consorte Resan Hanim.

## Origini
Fatma Sultan nacque il 19 giugno 1879 a Istanbul, nel Palazzo di Çırağan. Era figlia del sultano ottomano deposto Murad V e della consorte Resan Hanim. Venne chiamata in onore della sorella favorita di suo padre, Fatma Sultan, e di sua nonna materna. Suo padre era stato sultano per 93 giorni nel 1976 prima di essere deposto dal suo fratellastro Abdülhamid II e rinchiuso nel Palazzo di Çırağan con tutta la sua famiglia. Fatma Sultan fu la prima bambina a nascere durante il confinamento, che non lasciò fino alla morte di suo padre nel 1904. Aveva una sorella minore, Aliye Sultan.
Secondo Filitzen Hanim, consorte più giovane di Murad, era molto diversa dalle sue due sorellastre maggiori, Hatice Sultan e Fehime Sultan. Fatma era calma, modesta, dignitosa, seria, educata e gentile. Le era stato insegnato il francese e a suonare il pianoforte da Gevherriz Hanım e passava la maggior parte del suo tempo a leggere o suonare.
A differenza delle sue sorellastre, quando Abdülhamid II, nel 1898, le offrì di lasciare il Palazzo per sposarsi, a patto di non rivedere più la sua famiglia, rifiutò, preferendo rimanere coi suoi genitori fino alla morte di Murad nel 1904.

## Matrimonio
Ormai libera, Fatma Sultan si sposò il 29 luglio 1907 a Palazzo Yıldız con Karacehennemzade Refik Iris Bey, diplomatico otto anni più giovane di lei,  figlio del governatore e senatore di Konya, Faik Bey, e nipote di Ibrahim Ağa. I due vissero a Palazzo Ortaköy, un tempo appartenuto a Esma Sultan.
Il matrimonio fu molto felice. Fatma era particolarmente devota a suo marito e insieme ebbero quattro figli e una figlia. Nel 1908 sua madre Resan Hanim lasciò il Palazzo di Çırağan, dove era rimasta per tenere compagnia a Şayan Kadın, e venne a vivere con lei. 
Fatma continuò a vivere in modo modesto. Aveva ereditato i gioielli di sua madre, morta nel 1910, ma non li indossava mai, e usciva lei stessa a fare la spesa, preferendo, dopo quasi trent'anni di prigionia, vivere il più possibile come una normale cittadina.

## Esilio
Nel 1924 la dinastia ottomana venne esiliata e ai membri della famiglia vennero dati solo sette giorni per lasciare la Turchia. A quel tempo, Fatma era malata di morbillo, così le venne concessa una delega fin quando non si fosse ripresa. Fatma e la sua famiglia lasciarono la Turchia nel settembre 1925, gli ultimi della dinastia a farlo.
Si stabilirono a Sofia, in Bulgaria.

## Morte
Fatma Sultan morì il 20 novembre 1932 a Sofia e venne sepolta nel cimitero mussulmano della città.
Suo marito le sopravvisse, senza risposarsi, per vent'anni, morendo nel 1952.

## Discendenza
Dal suo matrimonio, Fatma Sultan ebbe quattro figli e una figlia:
- Sultanzade Mehmed Bey (1908 - 22 novembre 1911)
- Ayşe Hatice Hanımsultan (20 gennaio 1909 - 14 ottobre 1968). Gemella di Sultanzade Mehmed Ali, non si sposò né ebbe figli.
- Sultanzade Mehmed Ali Bey (20 gennaio 1909 - 1981). Gemello di Ayşe Hatice Hanımsultan, non si sposò né ebbe figli. Sepolto nel cimitero Yahya Efendi, a Istanbul.
- Sultanzade Mehmed Murad Bey (agosto 1910 - gennaio 1911).
- Sultanzade Celaleddin Iris Bey (23 aprile 1916 - 18 novembre 1997). Sposato, ha avuto una figlia:
  - Resan Iris (n. 15 novembre 1956). Chiamata in onore della nonna paterna di suo padre. Ha una figlia e un figlio:
    - Serra Deveci (n.19 marzo 1979)
    - Emirhan Deveci (n. 23 marzo 1991)

## Onorificenze
Fatma Sultan venne insignita delle seguenti onorificenze:
- Ordine della Casa di Osman
- Ordine della Carità, 1ª classe
- Ordine di Mejīdiyye, 1ª classe

## Cultura popolare
- Nella serie TV del 2017 Payitaht: Abdülhamid, Fatma Sultan è interpretata dall'attrice turca Alara Turan.
- Fatma Sultan è un personaggio del romanzo storico di Ayşe Osmanoğlu The Gilded Cage on the Bosphorus (2020).